# Dorothee Schmitz-Köster
Dorothee Schmitz-Köster (* 9. Oktober 1950 in Bergisch Gladbach als Dorothee Schmitz) ist eine deutsche Autorin und Journalistin.

## Leben
Dorothee Schmitz-Köster wuchs in einer katholischen Großfamilie im Rheinland auf. Sie legte 1969 das Abitur ab und studierte dann Germanistik, Philosophie und Sozialwissenschaften an der Rheinischen Friedrich-Wilhelms-Universität in Bonn. Während des Studiums engagierte sie sich in der Studentenpolitik. 1976 legte sie das Erste Staatsexamen für das Lehramt an Gymnasien ab. Danach arbeitete sie als Redakteurin bei einer Zeitschrift für Verkehr und Technik in Bonn.
Sie erhielt ein Stipendium der Friedrich-Ebert-Stiftung und promovierte 1983 an der Universität Bonn mit einer Arbeit über DDR-Literatur. Anschließend zog Schmitz-Köster nach Bremen, wo sie das Referendariat absolvierte. Danach entschied sie sich für eine journalistische Laufbahn und wurde insbesondere für den Hörfunk tätig. Seit 1985 schreibt und produziert sie als freie Hörfunkjournalistin vor allem für Radio Bremen, aber auch für den BR, SWR und WDR. Außerdem wurde sie als freie Autorin und Publizistin tätig. Sie hatte verschiedene Lehraufträge an der Universität Bremen und war drei Jahre als Dozentin für Journalistik an der Hochschule Bremen tätig. Von 1997 bis 2008 war sie Mitglied des Bremer Medienbüros. Ende der 2000er-Jahre verlegte sie ihren Hauptwohnsitz nach Berlin.
Schmitz-Köster verfasste zahlreiche Sachbücher, anfangs zu soziologischen Fragen und inzwischen hauptsächlich zu Themen aus dem nationalsozialistischen Kontext. Schwerpunktmäßig befasst sie sich seit 1995 mit der ehemaligen SS-Organisation Lebensborn e. V. In diesem Zusammenhang interviewte Schmitz-Köster zahlreiche Zeitzeugen und sonstige Betroffene, recherchierte in Archiven etc. im In- und Ausland, kuratierte mehrere Ausstellungen und publizierte über den „Lebensborn“ und bestritt zahlreiche Vorträge, Workshops und Buchlesungen. Sie gilt mittlerweile als Expertin zum Thema „Lebensborn“.
Im Juli 2012 erhielt Schmitz-Köster ein Grenzgänger-Stipendium der Robert Bosch Stiftung für das Radio Bremen-Feature Der Weinberg des neuen Herrn, das sich mit dem Weinanbauprojekt eines Bremer Unternehmers in Rumänien im ehemaligen Siebenbürgen befasst.
Dorothee Schmitz-Köster lebt und arbeitet in Bremen und Berlin.

## Veröffentlichungen

### Sachbücher
- Weibliche Selbstentwürfe und männliche Bilder. Zur Darstellung der Frau in DDR-Romanen der siebziger Jahre. Peter Lang Verlag, Frankfurt am Main 1983.
- Frauen ohne Kinder. Motive, Konflikte, Argumente. Rowohlt Verlag, Reinbek 1987.
- Trobadora und Kassandra und … Weibliches Schreiben in der DDR. Pahl-Rugenstein Verlag, Köln 1989.
- Liebe auf Distanz. Getrennt zusammen leben. Rowohlt Verlag, Reinbek 1990.
- Frauensolo. Eine selbstbewusste Lebensform. Rowohlt Verlag, Reinbek 1993.
- „Deutsche Mutter, bist Du bereit …“ Alltag im Lebensborn. Aufbau Verlag, Berlin 1997.
- Der Krieg meines Vaters. Als deutscher Soldat in Norwegen. Aufbau Verlag, Berlin 2003.
- Kind L 364. Eine Lebensborn-Familiengeschichte. Rowohlt Berlin Verlag, Berlin 2007.
- „Deutsche Mutter, bist du bereit …“ Der Lebensborn und seine Kinder. Aufbau Verlag, Berlin 2010.
- Lebenslang Lebensborn. Die Wunschkinder der SS und was aus ihnen wurde. Piper Verlag, München 2012 (mit 19 Porträts von Tristan Vankann).
- Raubkind – Von der SS nach Deutschland verschleppt Verlag Herder, Freiburg im Breisgau 2018, ISBN 978-3-451-81306-1
- Unbrauchbare Väter. Über Muster-Männer, Seitenspringer und flüchtende Erzeuger im Lebensborn. Wallstein Verlag, Göttingen 2022, ISBN 	978-3-8353-5325-1[3]

### Radio-Features
- Vom Himmel in die Wüste. Mit dem Bus übers tibetische Hochland. 1988.
- Liebe kaputt – Ehe kaputt. Scheidung in der DDR. 1990.
- Man spricht wieder deutsch. Die deutsche Minderheit in Oberschlesien. 1991.
- Im Himmel überm Teufelsmoor. Eine Segelflugpremiere. 1993.
- "Wenn man bis zum Hals im Dreck sitzt, hat man nicht zu zwitschern." Das Kabarett im Lager Westerbork. 1994.
- Nach den Mühen der Ebene. Greifswald – eine schwierige Genesung. 1994.
- Kaviar und Wassersuppe. Coco Schumann – ein deutsches Musikerleben. 1996.
- Das Geheimnis von Hohehorst. Ein Lebensborn-Heim vor den Toren von Bremen. 1996.
- Endstation Meseritz. Wie Bremer Psychiatrie-Patienten im Jahre 1943 in den Tod geschickt wurden. 1998.
- Schröders faule Säcke. Lehrer-Alltag heute. Ein Praxis-Test. 1998.
- Einkassiert und eingedeutscht. Wie die Nazis aus russischen Kindern gute Deutsche machen wollten. 2000.
- Als ich 32 Jahre alt war, wurde ich berühmt. Günter Grass – eine akustische Collage. 2000.
- „Liebe Mutter, hier ist es wunderschön.“ Als deutscher Soldat in Norwegen. 2001.
- Lebensborn – lebenslang. Die verleugneten Kinder. 2001.
- Am kalten Ende der Welt. Mit der Polarstern vor Spitzbergen. 2003.
- Schon hier, aber noch dort. Anna aus Moskau kommt nach Deutschland. 2005.
- Kind L 364. Szenen aus einer Lebensborn-Biografie. 2006.
- Mensch, du Affe. Ein Verwandtenbesuch. 2007.
- Der Bergbauer und die Städterin. Eine Liebesgeschichte aus den Schweizer Alpen. 2008.
- Die Geister von Pankow. Ein literarischer Streifzug durch meine neue Nachbarschaft. 2010.
- „Die Poesie? Ich pfeif auf sie.“ Eine Revue für Walter Mehring. 2011 (zusammen mit Walter Weber).
- Der Weinberg des neuen Herrn. Wie ein Siebenbürger Sachse auf altem Königsboden investiert. 2013.
- Himmelsklänge. Eine Reise durch Arp Schnitgers Orgellandschaft. 2013 (zusammen mit Walter Weber).

## Auszeichnungen
- Feature-Preis des Bremer Hörkinos 2007 – für das Feature Kind L 364. Szenen aus einer Lebensborn-Biografie